# Трав'янчик рудокрилий
Трав'янчик рудокрилий (Amytornis dorotheae) — вид горобцеподібних птахів з родини малюрових (Maluridae).

## Поширення
Ендемік Австралії. Поширений на північному заході Квінсленду та на сході Північної Території. Природним середовищем проживання є тропічні та субтропічні луки, савани і чагарники.